# Fiji Association of Sports and National Olympic Committee
Die Fiji Association of Sports and National Olympic Committee ist das Nationale Olympische Komitee von Fidschi. Sie ist verantwortlich für die Teilnahme fidschianischer Vertreter an den Olympischen Spielen sowie für die Koordination und Verwaltung der fidschianischen Teams bei den Mini-Games im Südpazifik, den Pazifikspielen und den Commonwealth-Games. Darüber hinaus stellt sie ihren Mitgliedsorganisationen technische Hilfe und finanzielle Mittel in den Bereichen Coaching, Athletenentwicklung, Sportmedizin und Sportverwaltung zur Verfügung.

## Geschichte
Das NOK wurde 1949 gegründet und 1955 vom Internationalen Olympischen Komitee anerkannt. Aktuelle Präsidentin ist Makarita Leona.

## Finanzen
Die FASANOC finanziert ihre Aktivitäten über eine Reihe von Quellen. Die fidschianische Regierung unterstützt FASANOC nicht finanziell bei seinen Verwaltungsausgaben, aber sie beteiligt sich an den Vorbereitungs- und Teilnahmekosten des fidschianischen Teams. Sie gewährt ihren Mitgliedsorganisationen auch finanzielle Unterstützung für Auslandstourneen, die Ausbildung von Elitesportlern zur Vorbereitung auf internationale Veranstaltungen und Treffen, die Einstellung von Trainern und Entwicklungsbeauftragten sowie für internationale Turniere, die in Fidschi ausgetragen werden.